# Scotophilus nux
Scotophilus nux is een zoogdier uit de familie van de gladneuzen (Vespertilionidae). De wetenschappelijke naam van de soort werd voor het eerst geldig gepubliceerd door Thomas in 1904.

## Voorkomen
De soort komt voor van Sierra Leone tot Kenia.